# Concert voor orkest (Berkeley)
Michael Berkeley componeerde zijn Concert voor orkest "Seascapes" gedurende 2004 en 2005.
Het Concert voor orkest is geschreven in opdracht van het BBC National Orchestra of Wales voor de proms in 2005. Die proms hadden een centraal thema: De Zee. De subtitel kwam pas later tot stand.

## Compositie
Het 25 minuten durende werk bestaat uit drie delen die zonder tussenpauzes worden gespeeld:
1. Con energia - Calmo - Energico;
2. Threnody for a sad trumpet (maatslag 80); In Memoriam J.A.;
3. Con fuoco (with drive) - Calmo - Fuocoso - Maestoso.

Volgens de omschrijving van de componist geeft deel (1) het altijd bewegende water weer met zijn daarin opgesloten energie; golven die op een willekeurig tijdstip beginnen en eindigen, soms met richting en dan weer zonder. De muziek is navenant.

Tijdens het componeren van deel (2) vond in Zuidoost-Azië de tsunami plaats met haar vernietigende kracht; Berkeley verloor daarbij zijn vriendin (kennis) Jane Attenborough, haar dochter en schoonmoeder. De muziek is te vergelijken met een kalme strakke zee in dichte mist van waaruit een spookschip (de trompet) opdoemt. Bekend is dat de zee vlak voor een tsunami veelal geheel glad is om daarna met enorme golf alles op zijn weg te vernietigen.
         
Deel (3) geeft dan het verraderlijke van de zee weer; soms zo kalm om dan binnen een paar tellen levensgevaarlijk te zijn. Het deel kabbelt voort om eerst uit te monden in een passage met een orgel erin; dit lijkt meer op een weergave van een tsunamigolf; een enorme haast massieve massa (orgel!) water die op je afkomt. Het heeft hier wel wat weg van de orgel passage uit de Sinfonia antartica van Ralph Vaughan Williams. Daar is het ijs; hier water. Als de massa zich terugtrekt, is er niets meer. Je verwacht hier het slot van het werk. Maar net als de zee begint alles opnieuw; een zachte passage geeft de stilte weer, waarna weer zacht kabbelende geluiden het eind van het werk weergeven. 
De compositie is opgedragen aan Richard Hickox, destijds de vaste dirigent van het orkest. De première uiteraard op de proms van juli 2005 door het opdrachtgevend orkest met zijn dirigent; in de Royal Albert Hall.

## Bron en discografie
- Chandos; opdrachtgevend orkest met Hickox in een serie over deze componist en zijn vader.